# Graviton
Als Graviton bezeichnet man das hypothetische Eichboson einer Quantentheorie der Gravitation. Dieser Annahme zufolge ist es der Träger der Gravitationskraft.

## Benennung
Der Name Graviton wurde in Anlehnung an das Photon der elektromagnetischen Wechselwirkung gewählt. Er tauchte zum ersten Mal 1934 in einem Aufsatz von Dmitri Iwanowitsch Blochinzew und F. M. Galperin auf, doch bürgerte er sich erst mit dem Benennungsvorschlag von Paul Dirac 1959 ein, der von dem Aufsatz von Blochinzew wahrscheinlich keine Kenntnis hatte.

## Eigenschaften
Auch einige der Eigenschaften des Gravitons (Ausbreitungsgeschwindigkeit, Masselosigkeit) entsprechen denen eines Photons.
Der Spin des Gravitons wird postuliert zu {\displaystyle s_{G}=2}. Dies geschieht aufgrund folgender Überlegungen aus der Quantenfeldtheorie:
In der Quantenelektrodynamik (QED) wirken Bosonen mit geradzahligem Spin zwischen gleichen Ladungen anziehend, während Bosonen mit ungeradzahligem Spin zwischen gleichen Ladungen abstoßend wirken. So wirkt z. B. das Photon mit Spin 1 zwischen zwei Elektronen, die jeweils eine Ladung von −e tragen, abstoßend. In Analogie dazu geht man im Fall der Gravitation davon aus, dass es nur Teilchen gleicher Ladung gibt (in Übereinstimmung mit der Erfahrung, dass die Gravitation immer anziehend wirkt) und postuliert deshalb das Graviton als Spin-2-Teilchen.
Formal ergibt sich das daraus, dass die Quelle des Gravitationsfeldes ein symmetrischer Tensor 2. Stufe ist (Energie-Impuls-Tensor mit Spin 2), während die Quelle z. B. beim Elektromagnetismus ein Vektor ist (Spin 1). Das wurde schon von Wolfgang Pauli und Markus Fierz in den 1930er Jahren festgestellt.
So wie die elektromagnetische Strahlung durch die Maxwellschen Gleichungen der klassischen Elektrodynamik beschrieben wird, ergibt sich die Gravitationsstrahlung aus den Einsteinschen Feldgleichungen der allgemeinen Relativitätstheorie.
Gravitonen sind ihre eigenen Antiteilchen. Ein Anti-Graviton wäre also dasselbe wie ein Graviton und hat nichts mit einer hypothetischen Antigravitation zu tun.

### Supersymmetrische Eigenschaften
In supersymmetrischen Modellen der Quantengravitation erhält das gewöhnliche Graviton massive bosonische Partner mit Spin 0 (Graviskalar) und Spin 1 (Gravivektor oder Graviphoton). Abhängig von ihren Massen und damit von ihren Reichweiten könnten diese neuen Teilchen eine Änderung des normalen 1/r2-Kraftgesetzes der Gravitation zur Folge haben.
Fermionische Partner sind in diesen Modellen das Gravitino (Superpartner des Gravitons) mit Spin 1½ und das Goldstino mit Spin ½ (dessen Superpartner ist mit Spin 0 das Sgoldstino).

## Quantengravitation
Analog zur Quantisierung der elektromagnetischen Strahlung in der QED durch Photonen wurde schon früh spekuliert, dass eine entsprechende Quantisierung der Gravitationsstrahlung durch Gravitonen in einer bislang unbekannten Theorie der Quantengravitation existiert. Diese Quantisierung wird jedoch erschwert durch den Umstand, dass die Gravitation im Gegensatz zu allen anderen bekannten Strahlungen nicht abschirmbar ist und auf alle Massen wirkt, egal wo sie sich im Universum befinden. (Dies ist eine zwingende Konsequenz der Interpretation der Gravitation als Krümmung der Raumzeit.) So ziehen sich weit voneinander entfernte Objekte auch dann gegenseitig an, wenn sich etwas zwischen ihnen befindet. Auch ist keine kleinste Menge Gravitation nachzuweisen, sie nimmt anscheinend beliebig kleine Werte an, und sogar sehr leichte Elementarteilchen unterliegen ihr. Das muss allerdings nicht heißen, dass es keine kleinste Menge Gravitation gibt.
Alle bisherigen Versuche einer renormierbaren Quantenfeldtheorie der Gravitation sind gescheitert: Die Ultraviolettdivergenzen der Theorien ließen sich nicht beseitigen, auch nicht durch Übergang auf die supersymmetrische Formulierung der Supergravitation, bei der zusätzlich das Gravitino eingeführt wurde, oder durch Zulassen von mehr als drei Raumdimensionen. Stanley Deser brachte diese negativen Ergebnisse 1999 zu einem gewissen Abschluss durch Hinweise auf die störungstheoretische Nichtrenormierbarkeit der Supergravitation in den maximal erlaubten 11 Dimensionen (die Theorie wies bereits bei zwei Schleifen Divergenzen auf). Die Ursache der Nicht-Renormierbarkeit liegt letzten Endes daran, dass die Kopplungskonstante dimensionsbehaftet ist, worauf schon Werner Heisenberg 1938 aufmerksam machte.
Bei den zwei bislang rein hypothetischen Kandidaten einer Theorie der Quantengravitation, der Stringtheorie und der Schleifenquantengravitation, ergibt sich die Existenz eines Gravitons im Falle der Stringtheorie zwangsläufig, die Lage in der Schleifenquantengravitation ist weniger klar. Beide Theorien sind bislang nicht so weit entwickelt, dass sie experimentell getestet und eventuell widerlegt werden könnten. So ist die Frage nach der Existenz eines Teilchens, das die Gravitationskraft trägt, weiter offen.

## Experimentelle Beobachtungen
Die Möglichkeit der Detektion von Gravitonen wurde kontrovers diskutiert.
Freeman Dyson unterschied mehrere Aspekte dieser Frage, darunter die Frage der Detektierbarkeit unter den Bedingungen (Störeffekte) im gegenwärtigen Universum, die Abgrenzung zu Theorien, in denen die Gravitation nur ein statistischer, emergenter Effekt ähnlich der Entropie ist, und die Abgrenzung von Vorhersagen aus Berechnungen, in denen die Gravitation als klassisches Feld eingeht.
Verschiedentlich wurden zwar idealisierte Gedankenexperimente zur Detektion von Gravitonen vorgeschlagen, jedoch gibt es dafür keinen physikalisch vernünftigen Detektor. Der Grund liegt in dem extrem kleinen Wirkungsquerschnitt für die Interaktion von Gravitonen mit Materie. Würde beispielsweise ein Detektor mit einer Masse des Jupiters und einer Effizienz von 100 % in einem nahen Orbit eines Neutronensterns platziert, so wäre nur alle 10 Jahre ein Graviton zu detektieren.
Die LIGO- und Virgo-Observatorien haben zwar Gravitationswellen direkt beobachtet, können aber Gravitonen prinzipiell nicht nachweisen. Andere haben postuliert, dass Graviton-Streuung Gravitationswellen liefert, da Teilchen-Wechselwirkungen zu kohärenten Zuständen führen.
Obwohl diese Experimente einzelne Gravitonen nicht nachweisen können, können sie Informationen über bestimmte Eigenschaften des Gravitons liefern. Würden beispielsweise Gravitationswellen langsamer als c (die Lichtgeschwindigkeit im Vakuum) beobachtet, so würde es bedeuten, dass Gravitonen eine Masse haben (jedoch müssen sich Gravitationswellen in einer Region mit einer Massendichte größer als null langsamer als c ausbreiten, damit sie überhaupt zu detektieren sind). Neuere Beobachtungen von Gravitationswellen haben eine obere Grenze von {\displaystyle 7{,}7\cdot 10^{-23}\,\mathrm {eV} /c^{2}} für die Gravitonmasse {\displaystyle m_{G}} ermittelt entsprechend einer Schranke für die Compton-Wellenlänge des Gravitons von {\displaystyle \lambda _{G}>10^{13}\ \mathrm {km} } (1 Lichtjahr). Astronomische Beobachtungen der Galaxiebewegungen, speziell die Rotationskurve und die Modifizierte Newtonsche Dynamik, könnten darauf hinweisen, dass Gravitonen eine Masse größer als Null haben. Eine von Null verschiedene Masse des Gravitons kann nicht durch den Higgs-Mechanismus erklärt werden. Die dRGT-Theorie (de Rham, Gabadadze und Tolley) ist eine Möglichkeit für eine Theorie mit massiver Gravitation.
In der Entwicklung befindliche nanotechnologische Messaufbauten können zukünftig eventuell verwendet werden, um Quantengravitationseffekte direkt zu messen.